# Silent Letter
Silent Letter è l'ottavo album in studio del gruppo musicale statunitense America, pubblicato nel 1979.
Si tratta del primo album senza il contributo di Dan Peek e dell'ultimo prodotto da George Martin.

## Tracce
1. Only Game in Town (Casey Kelly/Julie Didier/Lewis Anderson) – 4:12
2. All Around (Gerry Beckley/Dewey Bunnell) – 3:21
3. Tall Treasures (Beckley/Bunnell) – 3:15
4. 1960 (Beckley) – 3:10
5. And Forever (Bunnell) – 3:11
6. Foolin' (Beckley/Ricky Fataar) – 2:53
7. All Night (Bunnell) – 3:19
8. No Fortune (Beckley) – 3:18
9. All My Life (Beckley) – 3:02
10. One Morning (Bunnell) – 2:12
11. High in the City (Beckley/Bunnell) – 3:02